# F-Punk
F-Punk is het achtste studioalbum van de Britse indiedance-groep Big Audio Dynamite uit 1995. De titel van het album is een woordspeling op de funkgroep P-funk van funklegende George Clinton en betekent niets minder dan "F*** Punk". De platenhoes van F-Punk is een cover van het debuut van Elvis Presley, het homonieme album Elvis Presley. Frontman Mick Jones had dit al eerder gedaan met The Clash voor het album London Calling. De cover is dus feitelijk gebaseerd op beide. F-Punk was het eerste album sinds Megatop Phoenix (1990) uitgebracht onder de originele bandnaam "Big Audio Dynamite". AllMusic gaf F-Punk een onbevredigende score van 2 op 5. 

## Nummers
1. "I Turned Out a Punk" - 5:24
2. "Vitamin C" - 5:27
3. "Psycho Wing" 7:12
4. "Push Those Blues Away" (Jones, Stonadge) - 6:08
5. "Gonna Try" - 3:55
6. "It's a Jungle Out There" - 5:19
7. "Got To Set Her Free" - 3:51
8. "Get It All From My TV" - 4:04
9. "Singapore" - 5:25
10. "I Can't Go On Like This" (Jones, Lauren Jones) - 5:54
11. "What About Love?" / "Suffragette City" (bonus / hidden track) (David Bowie) - 9:44

## Bezetting
- Mick Jones - Zang, Gitaar, Producer
- Nick Hawkins – Gitaar, Zang
- André Shapps - Keyboards, Producer
- Gary Stonadge – Basgitaar, Zang
- Chris Kavanagh – Drums, Zang
- Michael Custance - Zang, Percussie, DJ